# Île de Guior
Île de Guior (häufig auch nach dem Hauptort Niodior benannt) ist eine Insel an der Atlantikküste Senegals im UNESCO-Welterbe Saloum-Delta. Sie bildet den Südwesten des Inselarchipels Îles du Gandoul und ist von den Nachbarinseln im Norden und Osten durch zwei mangrovengesäumte Bolongs getrennt, den Bôlon Saka und den Bôlon Diogane. Nach Westen wird die Insel teilweise durch die Reste der Landzunge Sangomar gegen das offene Meer geschützt, deren Mittelteil in einem Sturm fortgespült worden war, sodass das Ende der Landzunge zur Insel wurde.
Île de Guior gehört zusammen mit der nördlichen Nachbarinsel Île de Guissanor, politisch zur Communauté rurale (Landgemeinde) Dionewar im Arrondissement de Niodior, das zum Département Foundiougne in der Region Fatick zählt. Die Landgemeinde Dionewar hatte 2013 bei der Volkszählung 11.274 Einwohner.
Die Vegetation der Insel wird geprägt von Mangroven, Palmen und Exemplaren des Afrikanischen Affenbrotbaums.
Die Einwohner der Insel gehören zu den Serer, einer der drei großen Volksgruppen Senegals, und konzentrieren sich auf die beiden Orte Niodior an der zentralen Westküste (5517 Einwohner) und das im Norden gelegene Dionewar (3953 Einwohner, Stand jeweils 1997).
Ein wichtiger Erwerbszweig ist die traditionelle Fischerei mit Pirogen. Außerdem werden Herzmuscheln und wilde Austern gesammelt und nach Dakar und Kaolack, nach Gambia und in die Region Casamance verkauft.